# Province de Chepén
La province de Chepén (en espagnol : Provincia de Chepén) est l'une des douze  provinces de la région de La Libertad, au Pérou. Son chef-lieu est la ville de Chepén.

## Géographie
La province couvre une superficie de 1 142,43 km2. Elle est limitée au nord par la région de Lambayeque, à l'est par la région de Cajamarca, au sud par la province de Pacasmayo et à l'ouest par l'océan Pacifique.

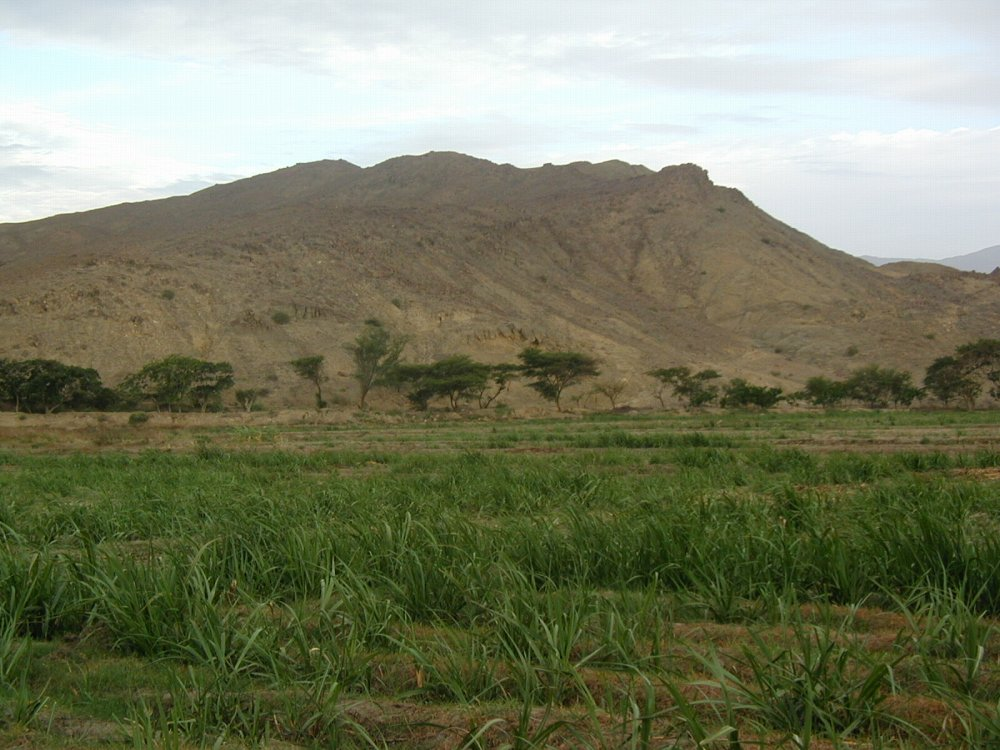
Le Cerro Chepén à Chepén (Pérou), versant Nord

## Histoire
La province a été créée le 8 septembre 1984.

## Population
La population de la province s'élevait à 71 954 habitants en 2005.

## Subdivisions
La province de Chepén est divisée en quatre  districts :
- Chepén
- Pacanga
- Pacanguilla
- Pueblo Nuevo